# Pártplatform
A pártplatform nyíltan szervezett politikai csoport egy politikai párton belül.

## Duray Miklós  szerint
Duray Miklós 2009-ben a következőket nyilatkozta:

„A politikai platform elfogadhatatlan fogalom egy párt szempontjából. Ha platform, akkor arról kell beszélni, hogy milyen platform és hány platform. A tisztességes társadalmakban a platform akkor jelenik meg, ha egy programot megfogalmaznak. Program nélkül nincs platform.”

## Magyarországon
A magyar politikai pártok közül az MSZP Baloldali Tömörülés Platform és az MSZP Népi Platform ismert, de a Mi Hazánk Mozgalom megalakulását is a Jobbikon belül meghiusúlt Mi Magunk néven indított platform alakítása előzte meg

### A Magyar Szocialista Párton belül
Az MSZP szervezeti felépítésének jellemzője, hogy a nagy önállósággal rendelkező helyi szervezetek és területi szövetségek mellett az egymástól kissé eltérő, de a párt arculatába beleillő politikai irányzatokat képviselő platformok és szakmai vagy élethelyzetbeli közösségeket alkotó tagozatok is működnek.
Az MSZP alapszabálya szerint „a platform a párt egyes tagjainak politikai nézetközösségen alapuló, a párt programjának, irányvonalának bizonyos elemeit érintően önálló, másoktól eltérő véleménnyel rendelkező nyilvános csoportja”. Országos platform az, amelyhez legalább 300 olyan párttag csatlakozott, aki nem tagja más platformnak, továbbá amelynek az MSZP Választmánya megadta az országos minősítést.
Az MSZP-n belül hat országos platform működik azt követően, hogy a Gyurcsány Ferenc vezette Demokratikus Koalíció Platform vezetősége és tagjainak nagy része 2011. október 22-én kilépett az MSZP-ből, és az év elején létrehozott Demokrata Pártba belépve, annak nevét Demokratikus Koalícióra változtatva folytatják tevékenységüket. Az MSZP Országos Választmánya ezután kimondta a Gyurcsány-platform megszűnését.